# Benito Francisco Duruelo
Benito Francisco Duruelo, también como Diruelo y de Uruelo, (Rueda, ¿? - Madrid, siglo XVII) fue un compositor y maestro de capilla español.

## Vida
Francisco Duruelo Benito nació en Rueda, entre Tordesillas y Medina del Campo, actualmente en la provincia de Valladolid, en fecha desconocida. Tampoco se sabe cuál fuera su formación musical.
Las primeras noticias que se tienen de él son de su magisterio en la Colegiata de Toro. Estuvo en el cargo muy brevemente, entre 1623 y 1624, sustituyendo a Domingo Gómez, que también solo había estado cuatro años en el cargo.
Las siguientes noticias son de su llegada a Salamanca, habiendo sido maestro de capilla del monasterio de Santa María la Real de las Huelgas hasta ese momento. Fue nombrado maestro de capilla de la Catedral de Salamanca el 20 de noviembre de 1634, cargo que había quedado vacante tras el fallecimiento del maestro Francisco Martín Díez el 26 de septiembre de 1634.
Por las fechas, tuvo que incorporarse inmediatamente para preparar las fiestas de Navidad y solamente una vez terminadas estas, se le permitió regresar a Burgos a «componer sus cosas». Se le dejó ir con 200 reales «de su prebenda», la condición de que estuviese de vuelta para la festividad de la Candelaria. Durante su ausencia quedó al cuidado de los infantes Gregorio Hernández.
Su estancia fue muy activa y los ministriles se desplazaban a menudo a tocar en otros templos de la ciudad, siempre con permiso del cabildo. También salían a las ciudades cercanas, como la salida para las fiestas del Santísimo Sacramente de Alba de Tormes, que de alguna forma era el centro fundamental de la Casa de Alba. No permaneció mucho tiempo en el magisterio. El 17 de octubre de 1637 solicitaba una licencia para una «ausencia forzosa». El cabildo accedió y el maestro partió a sus asuntos. Un mes después, el 13 de noviembre, el cabildo recibía una misiva con la dimisión de Duruelo de su cargo en Salamanca. Entretanto, Duruelo iba a tomar los hábitos en Santo Domingo de Sahagún.
En algún momento debió de desplazarse a la corte de Madrid, donde sustituyó en alguna ocasión a Carlos Patiño en sus ausencias de la Capilla Real. Llegó a tocar ante el rey Felipe IV. Fallecería en el monasterio de San Martín de Madrid.

## Obra
Si, como afirma Francisco Barbieri, efectivamente dirigió la Capilla Real de Madrid ante Felipe IV, el maestro debía tener un prestigio considerable en la época.
Se conservan dos villancicos suyos en la catedral de Salamanca, uno de ellos figurando como «fray fulano Duruelo». Destaca el villancico Redentor De mi vida: Villancico al Santísimo Sacramento, a 3 voces. También se conservan dos obras en la Biblioteca de Cataluña: Ea, caballeros, a 8 voces, villancico a la Natividad de la Virgen y Redemptor de mi vida, a 3 voces, tono a la Pasión de Cristo.